# Commelina obliqua
Commelina obliqua là một loài thực vật có hoa trong họ Commelinaceae. Loài này được Vahl mô tả khoa học đầu tiên năm 1805.